# Hanase, Sakleshpur
Hanase là một làng thuộc tehsil Sakleshpur, huyện Hassan, bang Karnataka, Ấn Độ.